# Барон Бернем

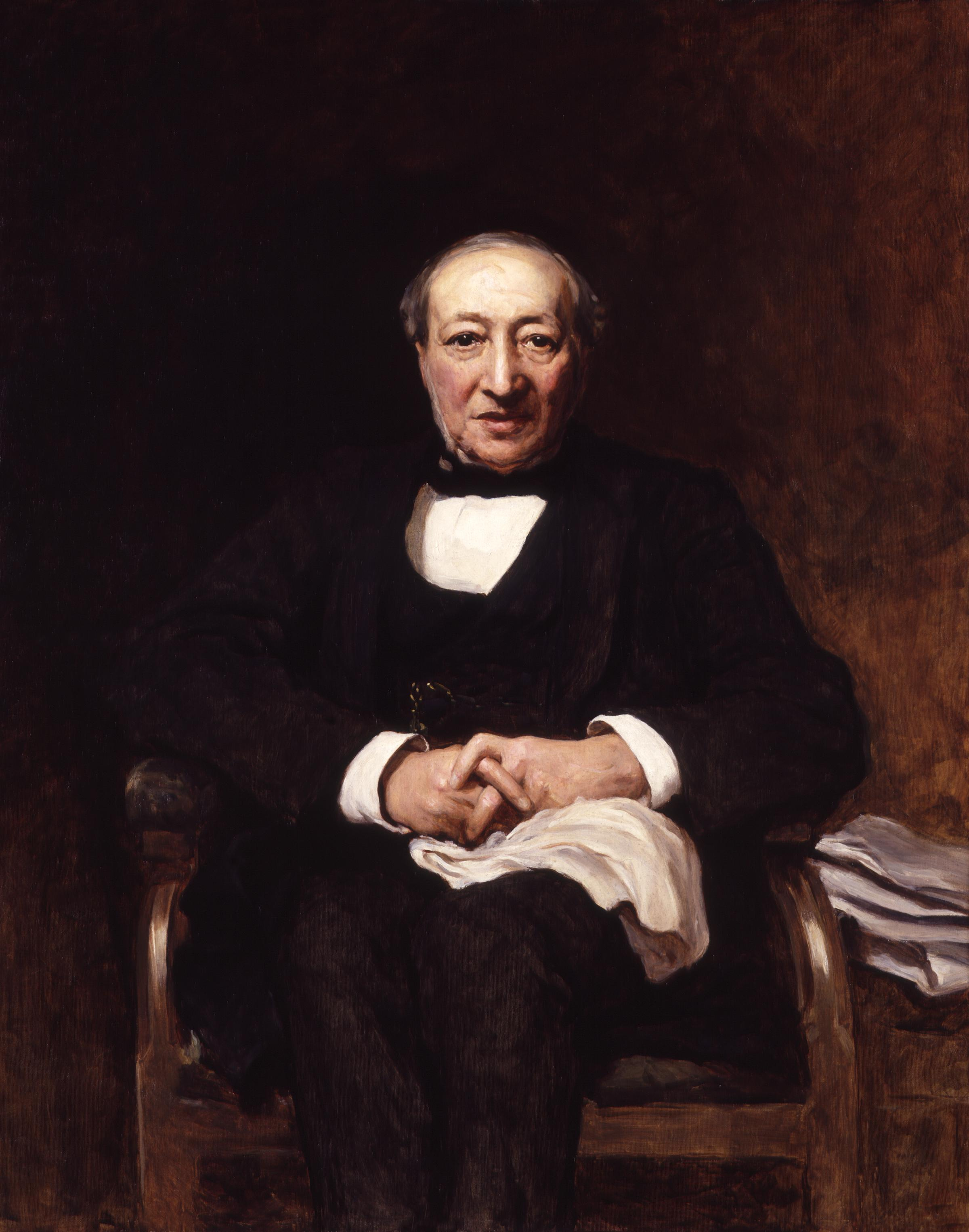
Джозеф Мозес Леви (1812—1888), отец 1-го барона Бернема, портрет Губерта фон Геркомера, 1888 год

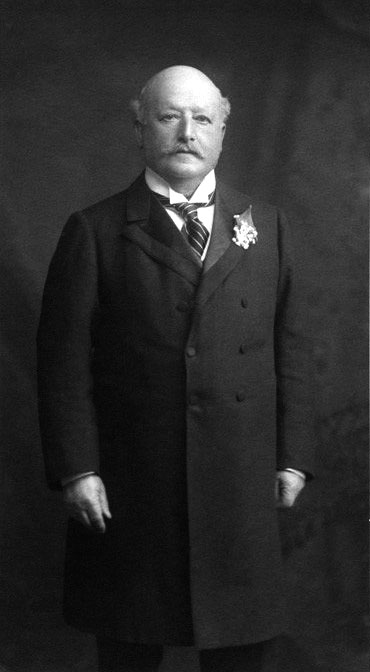
Эдвард Леви-Лоусон, 1-й барон Бернем

Барон Бернем из Холла Барна в Биконсфилде в графстве Бакингемшир — наследственный титул в системе Пэрства Соединенного Королевства. Он был создан 31 июля 1903 года для влиятельного газетного магната, сэра Эдварда Леви-Лоусона, 1-го баронета (1833—1916), владельца газеты «Daily Telegraph». 13 октября 1892 года для него уже был создан титул баронета из Холла Барна в Биконсфилде в графстве Бакингемшир (Баронетство Соединенного Королевства). Эдвард Леви-Лоусон был сыном газетного издателя Джозефа Мозеса Леви (1812—1888), который приобрел «Daily Telegraph» всего через несколько месяцев после её основания.
В 1916 году лорду Бернему наследовал его старший сын, Гарри Лоусон Уэбстер Леви-Лоусон, 2-й барон Бернем (1862—1933). Он получил от отца в управление и собственность «Daily Telegraph», но продал ее в 1928 году Уильяму Эварту Берри, лорду Кэмроузу и его партнерам. Лорд Бернем также заседал в Палате общин Великобритании от Западного Сент-Панкраса (1885—1892), Сайренсестера (1893—1895) Майла-Энда (1905—1906, 1910—1916). 16 мая 1919 года для него был создан титул виконта Бернема из Холла Барна в графстве Бакингемшир (Пэрство Соединённого королевства).
В 1933 году после смерти Гарри Лоусона Уэбстера Леви-Лоусона, 1-го виконта Бернема и 2-го барона Бернема, не имевшего сыновей, титул виконта прервался. Титулы барона и баронета унаследовал его младший брат, Уильям Арнольд Уэбстер Леви-Лоусон, 3-й барон Бернем (1864—1943). Его преемником стал его сын, Эдвард Фредерик Лоусон, 4-й барон Бернем (1890—1963). Он имел чин генерал-майора резервной армии. Его младший сын, Хью Джон Фредерик Лоусон, 6-й барон Бернем (1931—2005), который сменил своего старшего брата в 1993 году, был консервативным политиком в Палате лордов, занимал должности заместителя вице-спикера (1995—2001, 2002—2005), заместителя «главного кнута» — главного парламентского партийного организатора — в 1997—2001 годах. Лорд Бернем был одним из 90 избранных наследственных пэров, которым было разрешено остаться в Палате лордов после принятия Акта Палаты лордов 1999 года.
По состоянию на 2023 год носителем баронского титула являлся сын последнего, Гарри Фредерик Алан Лоусон, 7-й барон Бернем (род. 1968), который стал преемником своего отца в 2005 году.
Семья Леви-Лоусон сохранила интерес к «Daily Telegraph» после того, как газета была продана в 1928 году. 4-й барон Бернем и его сын, 6-й барон, были руководителями газеты, пока в 1986 году канадский газетный магнат Конрад Блэк не получил полный контроль над «Daily Telegraph», вытеснив Кэмроузов.
Сыновья первого барона Бернема сохраняли фамилию Леви-Лоусон, хотя, в основном, использовали только Лоусон. 4-й барон Бернем был зарегистрирован при рождении с фамилией Лоусон, и впоследствии бароны Бернем использовали только эту фамилию.

## Бароны Бернем (1903)
- 1903—1916: Эдвард Леви-Лоусон, 1-й барон Бернем (28 декабря 1833 — 9 января 1916), сын Джозефа Мозеса Леви (1812—1888)[1];
- 1916—1933: Гарри Лоусон Уэбстер Леви-Лоусон, 2-й барон Бернем (18 декабря 1862 — 20 июля 1933), старший сын предыдущего, виконт Бернем с 1919 года[2].

## Виконты Бернем (1919)
- 1919—1933: Гарри Лоусон Уэбстер Леви-Лоусон, 1-й виконт Бернем, 2-й барон Бернем (18 декабря 1862 — 20 июля 1933), старший сын Эдварда Леви-Лоусона, 1-го барона Бернема[2].

## Бароны Бернем (продолжение креации 1903 года)
- 1933—1943: Полковник Уильям Арнольд Уэбстер Леви-Лоусон, 3-й барон Бернем (19 марта 1864 — 14 июня 1943), второй сын Эдварда Леви-Лоусона, 1-го барона Бернема, младший брат предыдущего[3];
- 1943—1963: Генерал-майор Эдвард Фредерик Лоусон, 4-й барон Бернем (16 июня 1890 — 4 июля 1963), старший сын предыдущего[4];
- 1963—1993: Подполковник Уильям Эдвард Гарри Лоусон, 5-й барон Бернем (22 октября 1920 — 18 июня 1993), старший сын предыдущего[5];
- 1993—2005: Хью Джон Фредерик Лоусон, 6-й барон Бернем (15 августа 1931 — 1 января 2005), младший брат предыдущего[6];
- 2005 — настоящее время: Гарри Фредерик Алан Лоусон, 7-й барон Бернем (род. 22 февраля 1968), единственный сын предыдущего[7].

Нет наследника титулов барона и баронета.